# Měrčín
Měrčín je malá vesnice, část obce Čížkov v okrese Plzeň-jih v Plzeňském kraji. Nachází se asi 2,5 kilometru jižně od Čížkova. Prochází zde silnice II/191. Měrčín je také název katastrálního území o rozloze 2,09 km².

## Historie
První písemná zmínka o vesnici pochází z roku 1558.

## Obyvatelstvo
| Rok            | 1869 | 1880 | 1890 | 1900 | 1910 | 1921 | 1930 | 1950 | 1961 | 1970 | 1980 | 1991 | 2001 | 2011 | 2021 |
| -------------- | ---- | ---- | ---- | ---- | ---- | ---- | ---- | ---- | ---- | ---- | ---- | ---- | ---- | ---- | ---- |
| Počet obyvatel | 168  | 159  | 144  | 142  | 131  | 135  | 111  | 91   | 79   | 65   | 44   | 31   | 16   | 14   | 19   |
| Počet domů     | 21   | 22   | 23   | 24   | 24   | 23   | 23   | 19   | 17   | 16   | 14   | 15   | 15   | 14   | 16   |

## Obecní správa
Při sčítání lidu v letech 1850–1960 Měrčín byl samostatnou obcí, se kterým patřil nejprve do okresu Přeštice, ale v roce 1950 v okrese Blovice. V letech 1961–1985 byl částí obce Čečovice v okrese Plzeň-jih. Od 1. ledna 1986 je částí obce Čížkov v okrese Plzeň-jih.

## Galerie

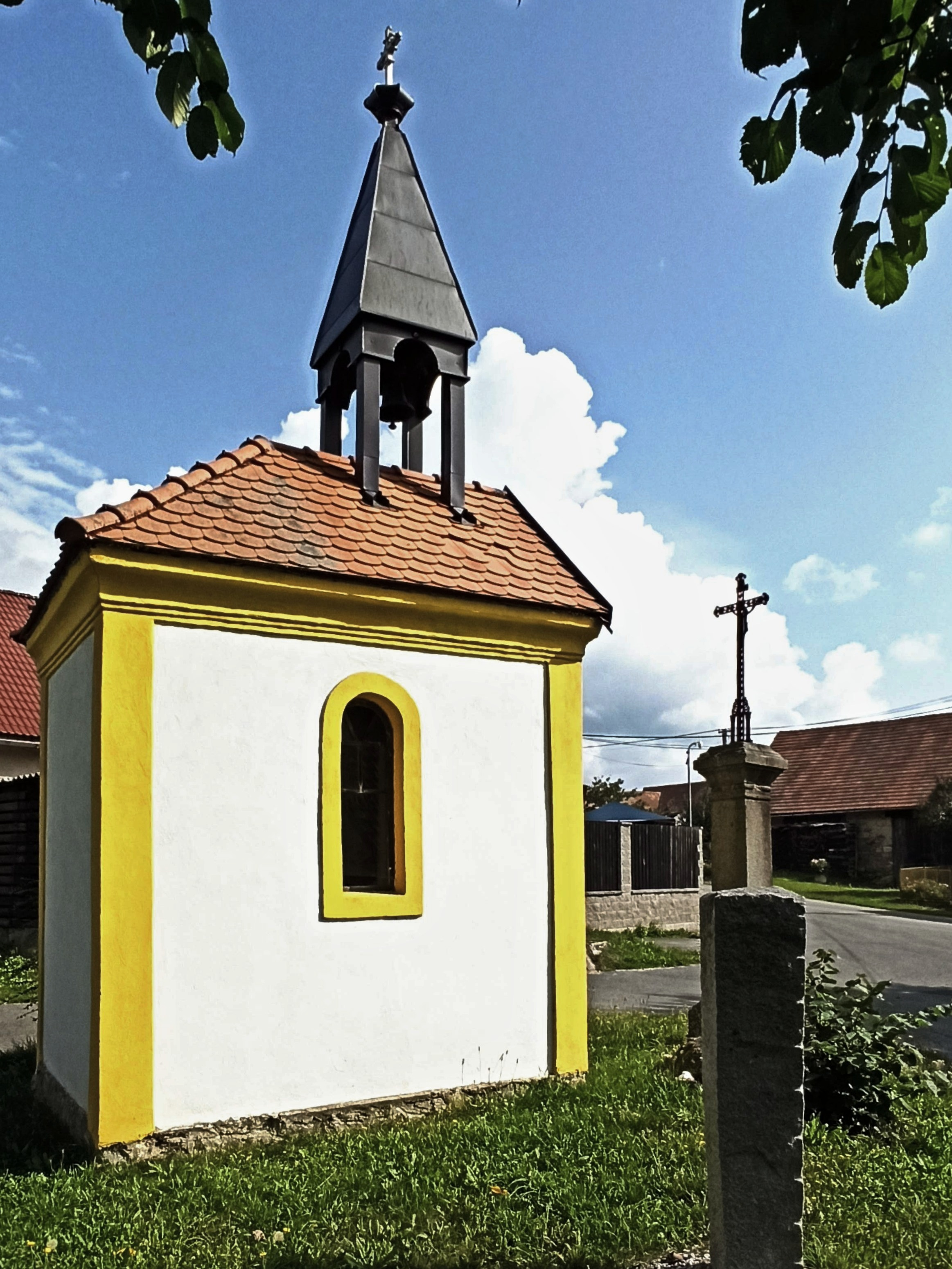
Kaple s dřevěnou zvoničkou
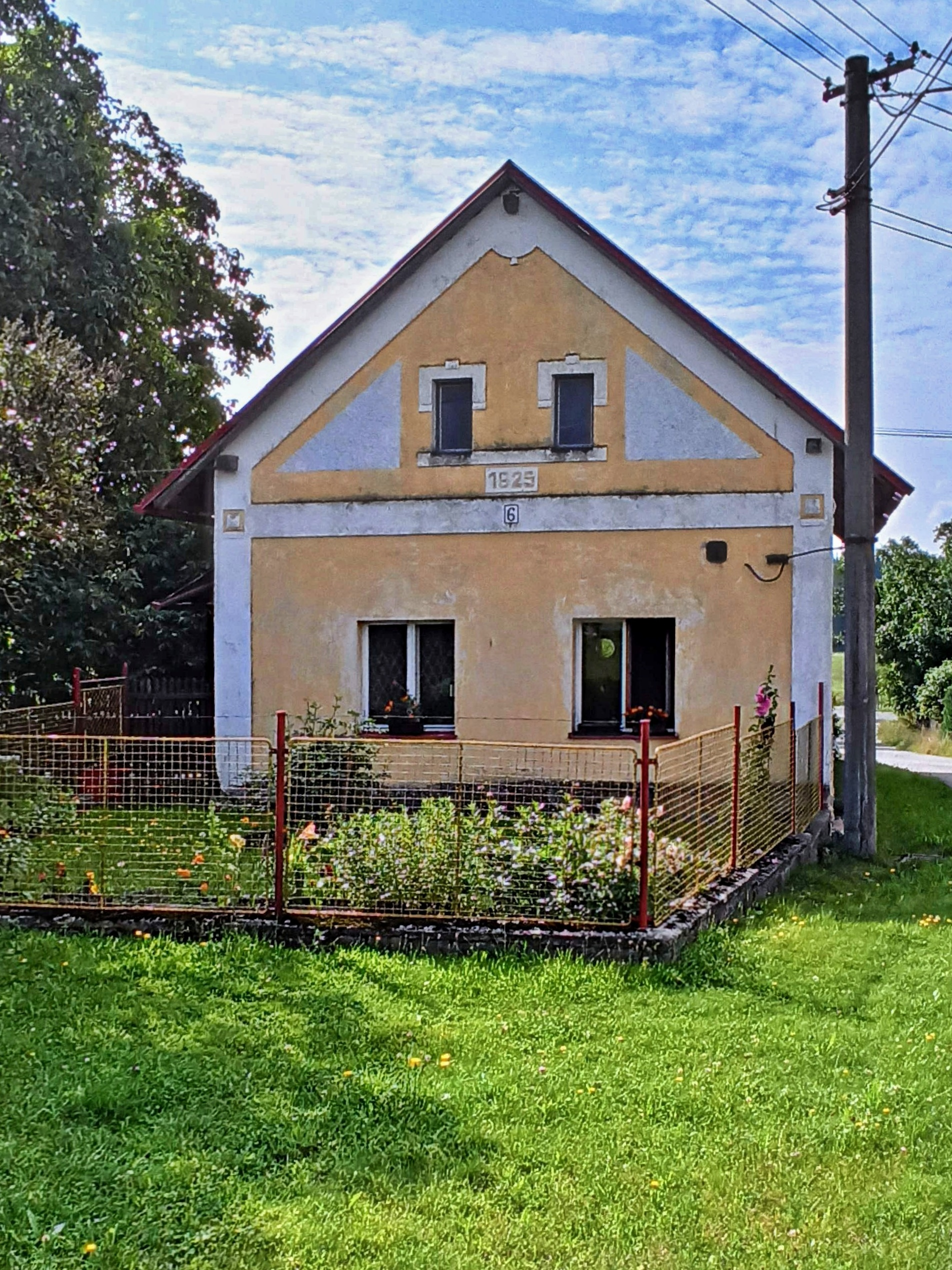
Venkovské stavení z roku 1925
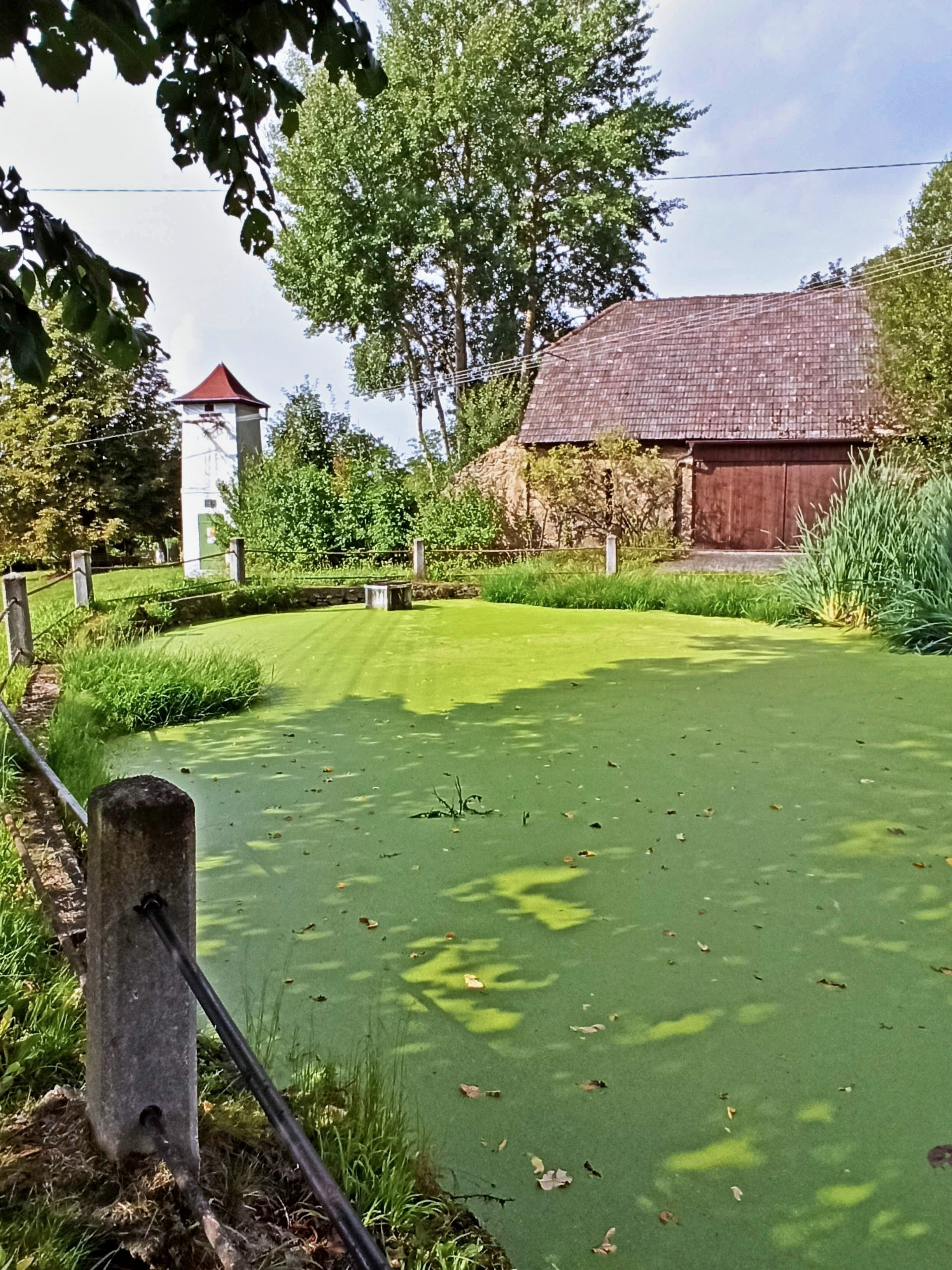
Rybníček za kaplí